# Jiřina Hájková
Jiřina Hájková (Děčín, 1954. január 31. –) olimpiai ezüstérmes csehszlovák válogatott cseh gyeplabdázó.

## Pályafutása
92 alkalommal szerepelt a nemzeti csapatban. Tagja volt az 1980-as moszkvai olimpián ezüstérmes csehszlovák válogatottnak. 1984-ben az NSZK-ba emigrált.

## Sikerei, díjai
- Olimpiai játékok
  - ezüstérmes: 1980, Moszkva